# История Южной Осетии
История Южной Осетии — события на территории современной Южной Осетии с момента начала расселения там людей и до сегодняшнего дня.

## Древнейший период на территории Южной Осетии
Территория Южной Осетии с древнейших времен заселена людьми. В Кударо I найдены зубы архантропа или, возможно, неандертальца.
Памятники всех трёх этапов каменного века (палеолит, мезолит, неолит) на территории республики представлены в сёлах Дампалете, Дзагине, Квернет (Цхинвальский район),  Морго, Нагутни, Пичыджине,  Тигва (Знаурский район), Цру (Дзауский район), и других.
Обилие палеолитических памятников на территории Южной Осетии говорит о том, что климат Кавказа в эпоху каменного века был сухим и тёплым. В ашельских пещерах Кударо I, Кударо II в Кударском ущелье на правом берегу среднего течения Джоджоры на горе Часавал-Хох найдены кости морских рыб, а в Кударо I ещё и останки макаки. Наличие параллелей в технико-типологической характеристике коллекции с поздних этапов стоянки-мастерской Кызыл-Яр 2 на Южном Урале с материалами стоянок Кударо I, Кударо III и Цона в Южной Осетии свидетельствует о продвижении носителей ашельской традиции в эпоху среднего плейстоцена с территории Кавказа на Южный Урал. Орудия из раннеашельской пещерной стоянки Кударо I, пещеры Сель-Ункур в Киргизии, английского клектона, стоянок в Сибири (Карама) и на Тамани аналогичны клювовидным ножам группы С возрастом 1,1—0,9 млн лет назад со стоянки Байраки в Молдавии и орудиям из Франции (верхнепалеолитическая стоянка Корбияк).
Относительная высота пещер колеблется в пределах от 240 до 260 метров, абсолютная достигает 1580—1600 м нум. Все они коридорные, горизонтальные.
Одним из палеолитических памятников является высокогорная пещера, расположенная в горе Бубы-Хох Цонской котловины Кударского ущелья к северу от села Цон. В древности она служила сезонным лагерем охотников. Эта пещера принадлежит к типу коридорных коленообразных; единственный горизонтальный 90-метровый ход состоит из трёх расположенных под углом галерей.
В Цонской и Кударских пещерах представлены остатки богатой фауны: останки зубра, серны и других.
Неолит также богато представлен. Памятники этой эпохи выявлены на Джермугской горе, в сёлах Калет, Цнелис, Рустау и других.
С начала третьего тысячелетия до н. э. развитие состояло в низменных районах бронзы.

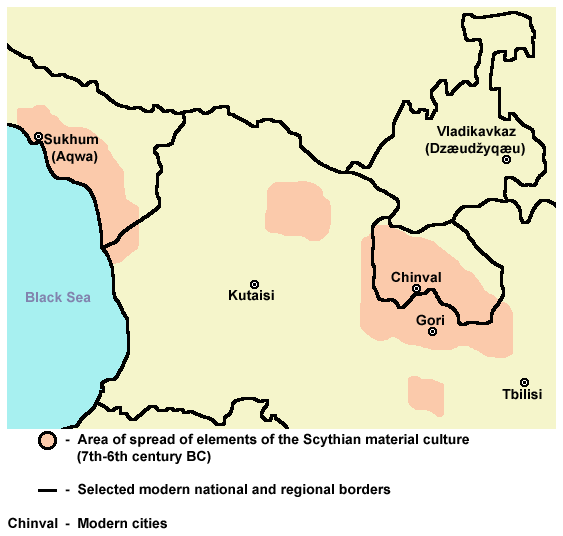

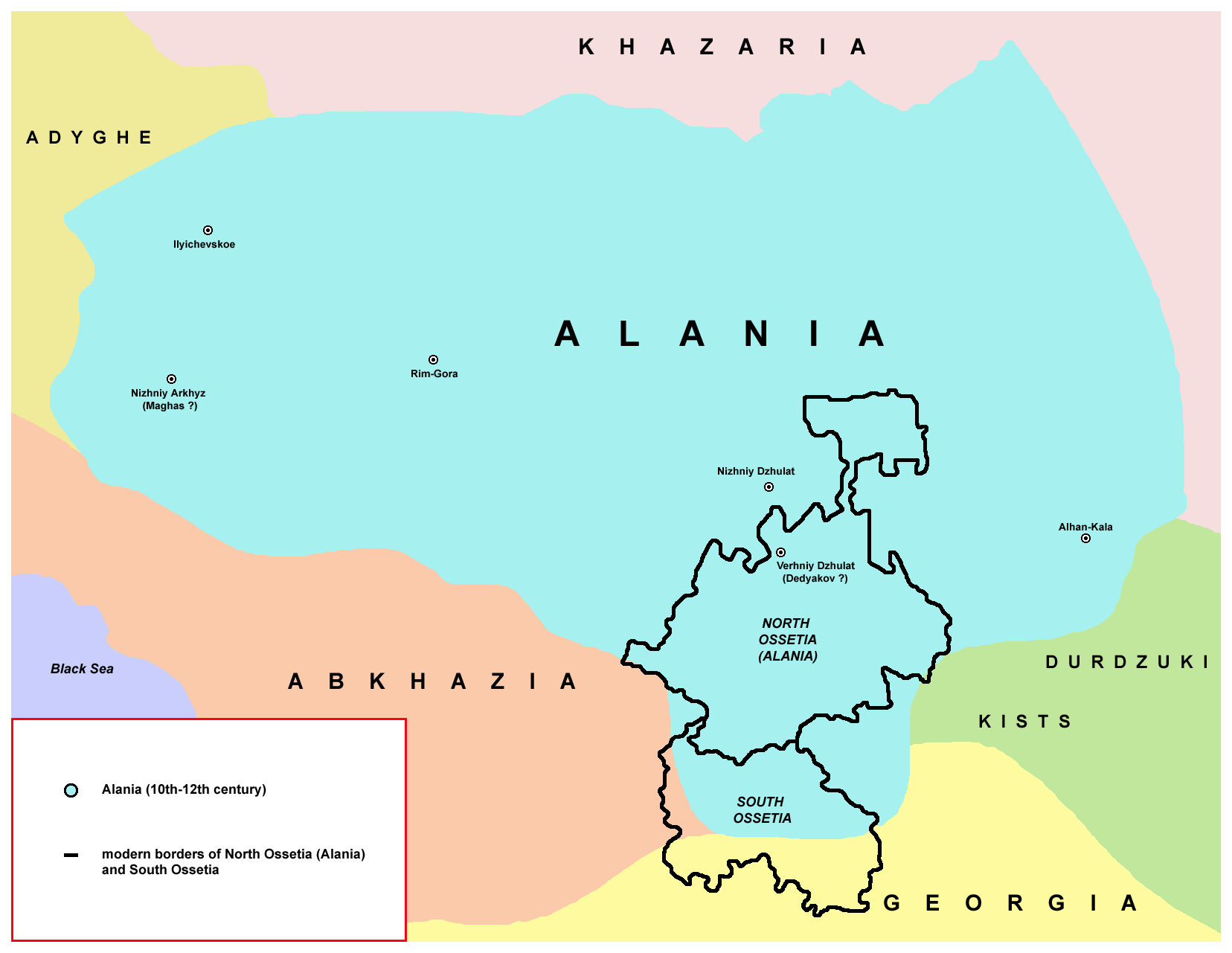

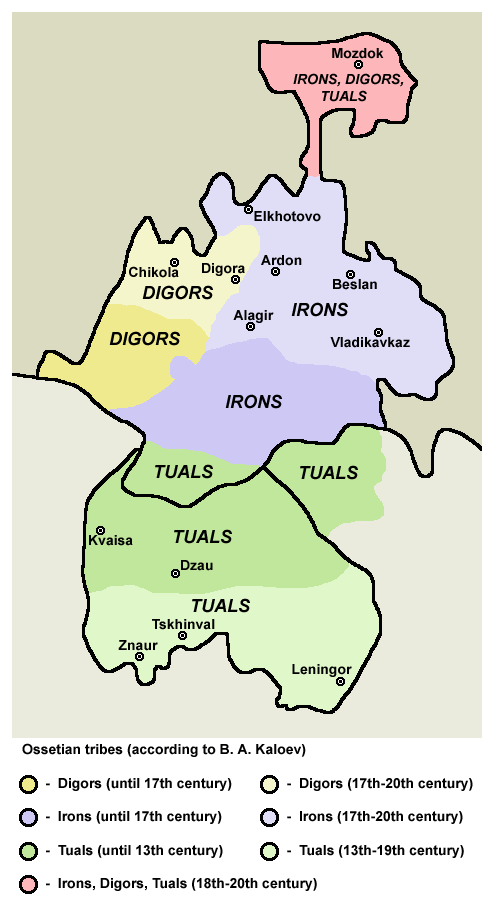

В III веке н. э. Кавказ становится мощным металлургическим очагом.

## Заселение территории осетинами
Исторически Южная Осетия делилась на несколько областей и обществ. Это западное Кударское общество в ущелье реки Джоджоры (Стырдон) и в верховьях реки Кведрулы (Козыдон) (Козская долина), в составе которого выделялись общества Кудар, Цон, Чеселт, Пацагом. Северную высокогорную часть Южной Осетии, перед Рукским перевалом, в верховьях Большой Лиахвы, занимала область Урс-Туалта (Цалагом) с обществами Дзомаг, Рук, Сба, Челиат, Згубир, Ерман, Урсдзуар, Тли.
В центральной части, в среднем течении Большой Лиахвы, находилось общество Дзаугом (или Нижняя Двалетия), делившееся на собственно Дзаугом и Гудисгом. Восточнее находились общества Малой Леуахи (Лиахвы) — Джерыгом, Гнух, Ацерское ущелье. Восточную часть современной Южной Осетии с ущельями рек Ксани (Чисандон), Лехура, Меджуда занимала область Чисангом с обществами Дзимыр, Карцух, Цурта, Чисангом, Алеугом, Лехурагом, Медзыдагом.
За пределами современной Южной Осетии остались две исторические осетинские области — Тырсыгом (Трусовское ущелье) и Кудыком или Гудыком (Кудское общество). К настоящему времени эти области, находящиеся в составе Республики Грузии, практически покинуты осетинским населением. По местному преданию, Тырсыгом заселялся осетинами три раза и трижды население вымирало. Существовавшее там до середины XX в. население являлось потомками переселенцев четвертой волны, датируемой XVI—XVIII вв.
Грузинские источники XVIII называли территорию Южной Осетии "Посюсторонней Осетией", а Северную "Потюстороней Осетией"
В начале XVIII в. в Трусо, считавшемся, по свидетельству Вахушти Багратиони, неотъемлемой частью Двалетии, насчитывалось восемь сел. К середине XX в. здесь уже насчитывалось около 25 селений. Самым высокогорным было Сивыраута у истоков Терека со святилищем патрона оспы — Аларды. Далее вниз по течению Терека шли селения Рес, Тъеп, Джимара (упоминаемое как «Берозов кабак» русскими послами в 1604 г.), Цоцолта, Бурмасыг, Хъаратыкау (с главным в ущелье святилищем Таранджелос). Согласно Вахушти Багратиони, область Хеви (Казбегский район Грузии) также была первоначально населена осетинами.
В селении Четойта была найдена надпись на надгробном памятнике на осетинском языке, сделанная сирийско-несторианским письмом, которая датируется 1326 годом.
По переписи 1989 года в ущелье проживали в основном осетины.
Судя по описанию Вахушти Багратиони (вторая четверть XVIII в.), область расселения южных осетин в то время (собственно южная Осетия, Гудыком и Трусо) практически идентична области их расселения в середине XX в. В дальнейшем новые волны переселения осетин затрагивали главным образом внутренние районы Грузии.
Данная картина расселения осетин подтверждается и сведениями И. А. Гюльденштедта, он отмечает «небольшие грузинские села» и «осетинские округа». Чересполосное расселение грузин и осетин отмечено также в верховьях Арагви и Меджуды, к северу от Цхинвала (в селе Курта «обитали вместе грузины и осетины»).
Гильденштедт называет округа Гуда (7 осетинских селений), Каде или Киуле (в 2 селениях из 11 живут осетины), Кеви Сарети (полностью населен осетинами) и Гудамакари (населен грузинами) в верховьях Арагви. В Ксанском ущелье названы округа Ванети, Цхразма (населен грузинами), Чурта или Чимур («это расположенные без всякого порядка грузинские и осетинские селения, которые очень хорошо уживаются друг с другом»), Сапершел или Сапершети («полностью осетинский»).
Вдоль Малой Лиахвы находятся осетинские округа Гунго, Пачур, Ткупта, Гнасур, Кобаис, Гриа. Вдоль Большой Лиахвы указаны осетинский округ Уртсвалад (Урс-Туалта), грузинско-осетинские округа Спа, Джонах, Гудис, Дживатскар, Джауком, грузинский округ Магран Двалети и Меджунскеви. У левого притока Риона Джедо находится имеретинско-осетинский округ Твалда. В верховьях Терека в обществах Сони и Мекевани «среди осетинских семейств все же живут и многие грузины».
Расселение осетин в Картли в 30-е годы XVIII в. отражено на картах Вахушти Багратиони и в его «Описании…». На картах Вахушти осетинские села отмечены в верхних поясах Большой и Малой Лиахви, истоках Меджуда, Лехура, Ксани, Терека..
На «Карте Грузии» («Carte de la Gеоrgie»), изданной в 1775 году в Венеции французским географом и картографом Иосифом-Никола де Лилем, к северу от Кавказского хребта на территории, граничащей с Кабардо и Басхан, имеется надпись «Овсети» («Ovseti»).
В 1783 году Восточная Грузия — Картли-Кахетинское царство признает над собой протекторат России. В том же году в Грузию направляется полковник С. Д. Бурнашев, который в 1784 году составил генеральную карту грузинских царств и княжеств, примыкающих к ним территорий и проживающих в горах Кавказа народов. На этой карте севернее вершины Казбек — надпись «Осетины». Центральная часть Грузии помечена надписью — «Карталиния», и в неё входит весь бассейн рек Картли и верховья реки Терек («Хеви»). Оригинал карты хранится в Центральном государственном историческом архиве в Москве. К 1802 году в Ахалгори жили осетины, грузины и армяне; в Джаве (Хевская Джавани) — только грузины, в Цхинвале — осетины, грузины, армяне и евреи.
К XVIII веку сформировались три основные группы обществ:
- Северные общества (в настоящее время Северной Осетии): Алагирское, Куртатинское, Дигорское и Тагаурское. Часть Дигорского общества, находилась в зависимости от Кабарды. Под влиянием кабардинцев часть дигорцев (в основном феодальная верхушка) приняла ислам[17].
- Центральные общества: Туальское, Урс-Туальское, Тырсыгомское, Кудское.

В 1987 году в г. Орджоникидзе (ныне Владикавказ) вышла солидная монография «История Северо-Осетинской АССР», авторами которой являются весьма авторитетные осетинские ученые. К монографии приложена составленная ими карта — «Карта Кавказа 1801 г. (из актов Археологической комиссии)». На ней территория, лежащая к северу от Кавкасиони, точнее, к северу от горы Казбек, отмечена надписью «Осетия», а территории, лежащие к югу — «Имеретия», «Карталиния», «Кахетия», «Абхазия», «Сванети», «Мингрелия», общее название которых — «Грузия».
В 1810 году состоялась полная вооруженная экспедиция русских войск в Южную Осетию, которая не увенчалась успехом. В 1812 году русские войска, состоящие из русских и этнических грузин под руководством генерала Стааля, предприняли попытку вооруженной экспедиции против осетин, которая не увенчалась успехом, благодаря чему Осетия сумела остаться свободной от грузинских феодалов.
В XIX веке особенно опустошительными были набеги на Грузию со стороны горных районов Дагестана. Разбойные нападения на Карталинию совершали также южные осетины. Однако они отличались своей социальной адресностью. Так, накануне карательной экспедиции российских войск, ставившей перед собой решение «юго-осетинского вопроса», горийский уездный начальник сообщал в Тифлис о нападении 40 осетин (кешельтцев) на дом грузинского помещика в селе Тигва; феодал Ниния Надирадзе и его сын Солем были захвачены в плен, крестьяне забрали все их имущество и две пары быков. Был взят в плен и помещик Ломидзе. Все захваченные были помещены в свинарник. В подобных антифеодальных акциях юго-осетины имели не только богатый опыт, но и располагали хорошей оснащенностью. По оценке офицеров военного штаба в Тифлисе, «непокорные осетины» были «вооружены ружьём, саблею, кинжалами, пиками, отчасти имели пистолеты». Эти же офицеры отмечали, что южные осетины «оружие содержат довольно исправно, делают сами порох, а свинец добывают из своих гор». Описывая Южную Осетию весной 1830 года, российские военные чиновники считали, что «народ сей… силою оружия и, надеясь на природную крепость своих жилищ в удалённых и малоприступных ущельях, приписывает» уверенность в «невозможности проникнуть в их жилища». Учитывалось при обороне или вражеской осаде чёткое взаимодействие предгорных жителей с горными: «замечено, — обращалось внимание российского командования накануне экспедиции, — что осетины нижних ущелий имеют связи и влияние на верхних, ибо через них сии последние получают с плоскости все, что им нужно для жизни». В условиях неотвратимого наступления грузинского феодализма Южная Осетия напоминала хорошо укрепленную крепость, одолеть которую было непросто. В этом факте российское командование находило и объяснение отношений, сложившихся между югоосетинскими обществами, с одной стороны, и князьями Мачабели и Эристави — с другой. По поводу этих отношений в «Описании» подчеркивалось: «над южными» осетинами, «живущими по Большой Лиахве и Паца, присваивают себе власть князья Мачабеловы, а над живущими по Малой Лиахве и Ксане — князья Эристовы, но они им мало повинуются».
Вот что писали в 1831 году об отношениях грузинских феодалов и осетинского населения горных ущелий российские чиновники — коллежские асессоры Яновский и Козачковский в своих «Записках об осетинских ущельях, присваиваемых князьями Эристовыми-Ксанскими»: «… в ущельях более отдаленных, как-то: Маграндолетском, Тлийском, Чипранском, Гвидиском, Кногском и других, на кои Эристовы объявляют претензию, нет никаких следов их управления. До покорения нашими войсками, осетины, в сих ущельях живущие, представляли образец первобытных народов. У них существовали одни семейные связи; в деревнях и ущельях не было совершенно никакого порядка и повиновения; каждый способный носить оружие считал себя вполне независимым… Пример Эристовых подал повод и князьям Мачабели присваивать вновь покорённых осетин, живущих по Большой Лиахве, в ущельях Рокском, Джомакском, Урщуарском, им никогда не повиновавшихся и не принадлежащих».
В 1830 году в издаваемой в Грузии русскоязычной газете «Тифлисские ведомости» была опубликована статья анонимного автора, в которой он использовал термины «Южная Осетия» (для обозначения населённых осетинами областей Южного Кавказа) и «Северная Осетия» (населённая осетинами территория Северного Кавказа). С этого времени термин «Южная Осетия» постепенно вытеснил из обращения все другие и прочно обосновался как в грузинских, так и в русских и иностранных изданиях.
Выдержка из рапорта генерала Головина военному министру графу Чернышёву об учреждении главного пристава в Юго-Осетии (22.07.1838 г.): «Осетия, несмотря на близость к центру управления здешним краем, распространяясь по Хребту и ущельям Кавказа, до сих пор ещё не вся нам подвластная. Часть её, лежащая на южной покатости гор, после экспедиции, в 1830 году бывшей разделена на четыре приставства, и управление оными поручено особым чиновникам из грузинского дворянства… Нынешние приставы из грузинских князей и дворян редко даже у них бывают и никогда не пользуются их доверенностью, что в особенности препятствует первоначальному образованию сего народа, который начинает, однако, чувствовать пользу оного и постигать преимущества мирной жизни. Доказательством этого служит то, что некоторые осетинские общества, в числе коих и не признававшие над собою никакой власти, присылали поверенных от себя к прежнему начальству, а ныне и ко мне, прося дать им главного пристава, но только из русских чиновников, а отнюдь не из грузин».
В 1842 году гражданское управление Закавказья ревизовал военный министр Российской империи А. И. Чернышёв. Ознакомившись на месте с положением дел, он пришёл к заключению, что уровень гражданского развития жителей горных районов Восточной Грузии сравнительно ниже, чем в остальных её районах. С целью создания более прочного управления этими районами он рекомендовал главноуправляющему на Кавказе выделить тушинов, пшавов, хевсуров, мтиульцев, мохевцев и осетин из уездов, в которые они раньше входили, и составить из них особые округа с военно-гражданским управлением.
На основе этой рекомендации южные склоны Кавкасиони, на которых жили горцы и которые раньше входили в Горийский, Тбилисский и Телавский уезды, составили два округа — туш-пшав-хевсурский и осетинский. В осетинский округ поначалу оказались введенными мтиульцы и мохевцы, проживавшие вдоль Военно-Грузинской дороги, и центром этого округа избрано мтиульское село Квешети. В сентябре 1842 года в осетинском округе побывал Головин Е. А. Убедившись, что начальнику осетинского округа из его центра Квешети трудно было управлять населенными осетинами землями (Джавское ущелье, Магран-Двалети и Нар-Мамисони), он решил исключить из осетинского округа население горной полосы вдоль Военно-Грузинской дороги и создать Горский округ с центром в Квешети. В 1843 году от Горийского и Тбилисского уездов отделили входящие в их состав верховья Ксанского ущелья и бассейн притоков, преимущественно населенные грузинами, которые имели общий диалект и традиции с грузинами из Арагвского ущелья, и ввели в состав Горского округа. Затем обширная территория Горского округа была разделена на Хевский, Мтиульский и Ксанский участки. В том же 1843 году был официально учрежден Осетинский округ, куда вошла территория Шида-Картли, который также поделили на три участка — Джавский, Мало-Лиахвский и Нарский. В 1843 году согласно специальной инструкции начальнику Горского округа было присвоено звание главы горских народов, которому подчинили и Осетинский и Туш-пшав-хевсурский округа. Oднако, Осетинский округ в 1859 году был присоединён к Горийскому уезду.

## Грузино-югоосетинский конфликт (1918—1920)
В 1918 году Грузия восстановила утраченную государственную независимость и в составе новообразованной Демократической республики Грузия Цхинвальский регион, как и в 1867—1917 годах, был распределен между двумя административными единицами республики — Горийским и Душетским уездами. В мае 1920 года Юго-Осетинский комитет большевистской партии поднял ещё одно восстание. Однако оно, на этот раз, имело характер широкомасштабного вооруженного восстания. Большевики, провозгласив Советскую власть, выдвинули требование о вступлении региона в состав России. Как и во время предыдущего восстания,  в 1918 году, и на этот раз большая часть местного осетинского населения поддержала восстание. Власти Грузинской Демократической республики предприняли ответные меры и отправили в Цхинвал войска для его подавления. При содействии местного грузинского населения правительственные войска за короткое время одержали победу, а осетинских большевистских руководителей изгнали в Россию. В один пункт региона — с. Рока — были введены военные отряды из Москвы, но вследствие проведенных Грузинскими властями энергичных дипломатических мероприятий, а также давления международных организаций, военные отряды были отозваны обратно в Москву. Осетинские граждане, которые принимали участие в восстании (20 000 чел.), покинули Грузию и перебрались в Россию.
В 1918—1920 годах в Южной Осетии произошло три крупных антиправительственных восстания. Все три восстания проходили под лозунгом установления советской власти и присоединения Южной Осетии к РСФСР.
Наиболее мощным было восстание 1920 года. 23 марта 1920 года на заседании Кавказского краевого комитета РКП(б) было принято решение о провозглашении Советской власти в Южной Осетии и организации Юго-Осетинского ревкома. Было решено распустить Национальный совет Южной Осетии и сформировать вооружённый отряд. По этому же решению в распоряжение ревкома было передано 100 тысяч рублей. 6 мая 1920 года Юго-Осетинский ревком принял решение — «подчиняясь приказу Кавказского краевого комитета, признаём необходимым объявить Советскую власть пока в Рокском районе, закрыть ущелья, обороняясь от врагов трудового народа … присоединиться к РСФСР… о чём известить Москву и демократическую Грузию».
В ноте российского Наркома иностранных дел правительству Грузии от 17 мая 1920 года говорилось: «В Южную Осетию, где провозглашена Советская Республика, направлены для уничтожения таковой власти грузинские войска. Мы настаиваем, если это верно, то отозвать свои войска из Осетии, ибо считаем, что Осетия должна иметь у себя ту власть, которую она хочет». В ответной ноте грузинское правительство высказалось в том духе, что в Грузии нет Южной Осетии.
В Южной Осетии знали об этой переписке и надеялись на более активную поддержку Советской России. В меморандуме трудящихся Южной Осетии от 28 мая 1920 года говорится: «Южная Осетия является и должна остаться неотъемлемой частью свободной советской большевистской России».
Южноосетинские повстанцы и направленная им на помощь из Советской России южноосетинская бригада перешли перевал 6 июня и разгромили грузинские войска возле Джавы. На следующий день после упорных наступательных боёв было нанесено поражение грузинским войскам возле Цхинвала, и город был взят. 8 июня ревком провозгласил в Южной Осетии Советскую власть.
Правительство Грузии обвинило осетин в сотрудничестве с большевиками и в июне-июле 1920 года провело карательную операцию. Согласно неподтверждённым осетинским источникам, около 5 тысяч осетин были убиты или умерли от голода и эпидемий, экономике был нанесён большой урон: в частности, было угнано или погибло около 70 % поголовья скота.

## Юго-Осетинская автономная область

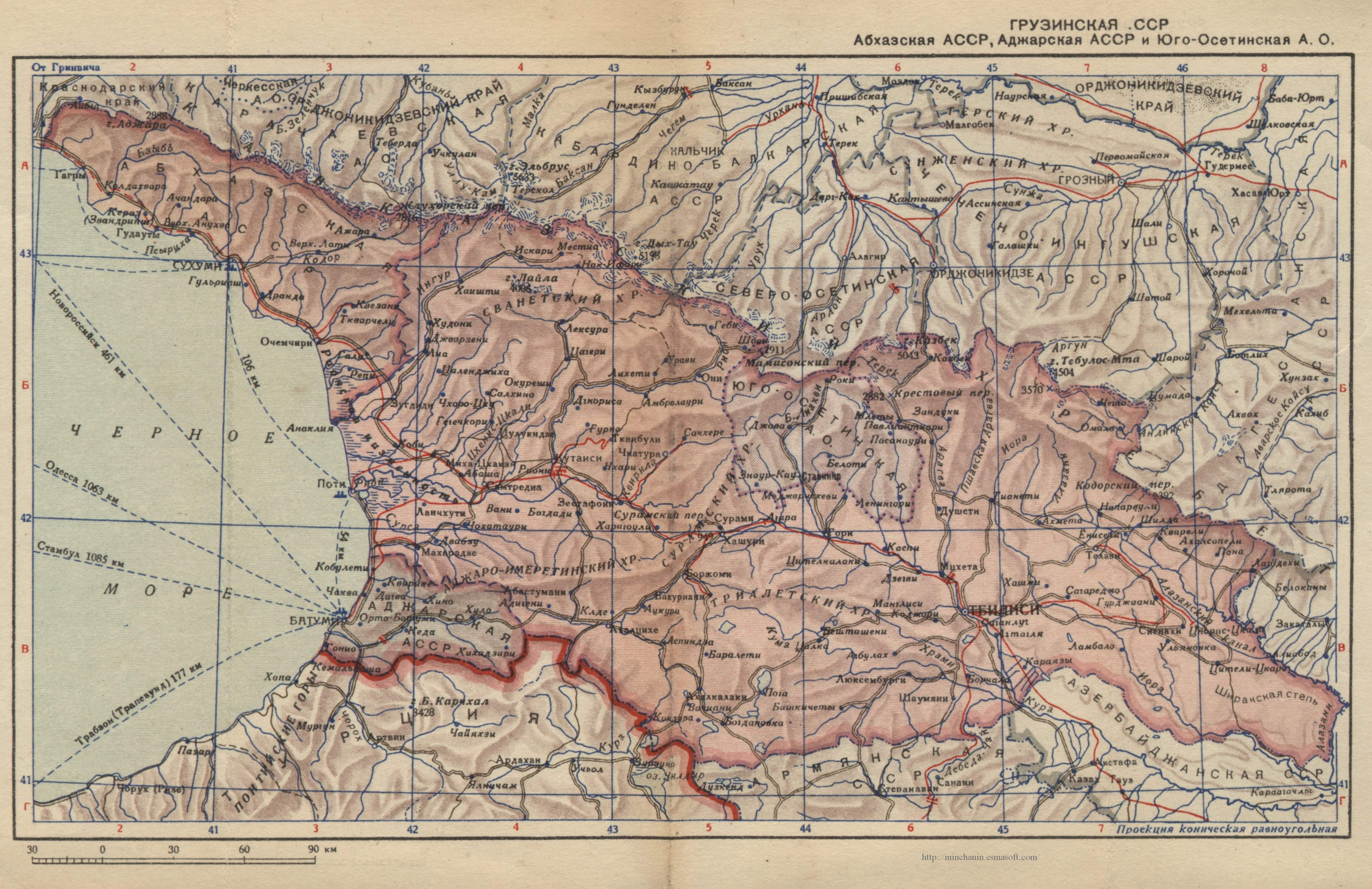
Грузинская ССР (1939)

Советское грузинское правительство, приведенное к власти усилиями 11-й армии РККА в 1921 году, создало в апреле 1922 года Юго-Осетинскую автономную область. Несмотря на то, что осетины имеют свой собственный язык (осетинский), административно-государственными языками были русский и грузинский языки.
Под управлением грузинского правительства в советские времена Юго-Осетинская автономная область пользовалась определённой степенью автономии, в том числе жители имели право разговаривать на осетинском и изучать его в школе, хотя центральные власти Грузинской ССР через власти на местах препятствовали изучению осетинами в школах родного языка (осетинского).
Постановление Президиума ЦК Компартии Грузии от 12 декабря 1921 года:
1. Местонахождением административного центра Автономной области Осетии признать Цхинвали с распространением автономной власти на территорию, населенную осетинами, исключая Часавальское общество, которое остается в составе Рачинского уезда, и Кобийского района, остающегося в составе Душетского уезда.
2. Детально границы автономной Осетии будут определены особой комиссией, уже работающей в этом направлении.

3. Впредь до перелома настроения населения Цхинвальского района в пользу включения этого района в Автономную Осетию, власть над городом и окружающими его грузинскими сёлами оставить в руках районного ревкома, входящего в состав Горийского уезда.

## Провозглашение независимости республики Южная Осетия

### 1989—1990 годы
- 10 ноября 1989 года Совет народных депутатов Юго-Осетинской автономной области Грузинской ССР принял решение о её преобразовании в автономную республику. Верховный Совет Грузинской ССР признал это решение неконституционным, после чего в конце ноября при непосредственной помощи высших должностых лиц республики более 15 тысяч грузин пыталось прибыть в Цхинвал, чтобы провести там митинг. В результате стычек между участниками акции, осетинами и милицией на пути в город 27 человек получили огнестрельные ранения и 140 госпитализировано[29][нет в источнике].
- 20 сентября 1990 года Совет народных депутатов Юго-Осетинской автономной области провозгласил Юго-Осетинскую Советскую Демократическую Республику в составе СССР[30]. Это была Республика которая не хотела распада СССР. Была принята Декларация о национальном суверенитете[31]. В ноябре чрезвычайная сессия Совета народных депутатов заявила о том, что Южная Осетия должна стать самостоятельным субъектом подписания Союзного договора.
- 26 октября 1990 года в сессии Областного совета народных депутатов было предложено избрание временного исполкома республики под председательством Тореза Кулумбегова и утверждение Положения о выборах, представленного молодежной Группой ДСМ «Авзонгад» по формированию Верховного совета Республики Южная Осетия 1-го созыва по ускоренной процедуре с назначением даты выборов на 9 декабря.
- 28 ноября 1990 года Юго-Осетинская Советская Демократическая Республика переименована в Юго-Осетинскую Советскую Республику[32].
- 9 декабря 1990 года прошли выборы в Верховный Совет Юго-Осетинской Советской Республики. Жители грузинской национальности их бойкотировали.
- 10 декабря 1990 года председателем Верховного Совета Южной Осетии был избран Торез Кулумбегов. В этот же день Верховный Совет Республики Грузия принял решение об упразднении осетинской автономии.
- 11 декабря 1990 года в Цхинвале в межэтническом столкновении погибли три человека, и Грузия ввела в Цхинвале и Дзауском районе чрезвычайное положение.

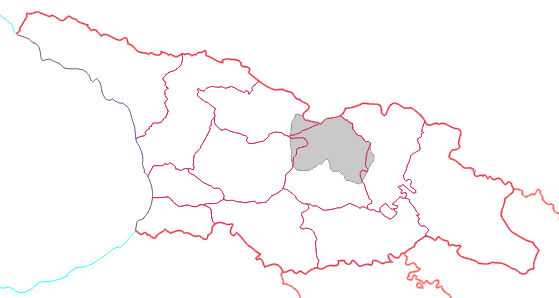
Бывшая Юго-Осетинская автономная область на карте Грузии. Территории Цхинвальского и Знаурского районов включены в состав Горийского и Карельского, а западная часть Джавского района — в состав Онского и Сачхерского районов.

### Южноосетинская война (1991—1992)
- В ночь с 5 на 6 января 1991 года в Цхинвал были введены подразделения милиции и национальной гвардии Грузии. Натолкнувшись на сопротивление осетинских отрядов самообороны и местной милиции, через три недели они были вынуждены оставить город.
- 1 февраля 1991 года Союз независимых энергетиков Грузии отключил энергоснабжение Южной Осетии. Следствием этого стали многочисленные жертвы среди мирного населения. В доме престарелых замерзло несколько десятков стариков, в родильном доме умирали младенцы[33].
- 29 апреля 1991 года в Южной Осетии произошло землетрясение, был разрушен центр Дзауского района посёлок Дзау.
- 4 мая 1991 года Собрание народных депутатов Южной Осетии всех уровней проголосовало (при 1 голосе против) за отмену самопровозглашённой Южно-Осетинской Советской Республики и возвращение к статусу автономной области[34]. 7 мая Президиум Верховного Совета Грузии отменил данное решение[35], при этом ошибочно указал в своем постановлении, что данное решение якобы было принято Советом народных депутатов автономной области[36].
- В течение 1991 года продолжались периодические вооружённые столкновения. Начался поток беженцев из зоны конфликта в Северную Осетию, на российскую территорию.

Грузинские полицейские силы контролировали стратегические высоты вокруг Цхинвала и осуществляли обстрелы города, приводившие к многочисленным разрушениям и жертвам. Они также обеспечивали блокаду Цхинвала, не пропуская в него транспорт с продуктами питания и медикаментами. Подача электричества была прекращена с 1 января 1991 года, затем была резко сокращена подача природного газа. Подаваемого газа не хватало для приготовления пищи и обогрева квартир. В Цхинвале наблюдался голод, зафиксированы десятки случаев смерти от голода и холода. Осетинские отряды, базировавшиеся в блокированном Цхинвале, испытывали острую нехватку оружия и боеприпасов и действовали мелкими диверсионными группами. Гуманитарная ситуация в бывшей автономной области и городе была катастрофической, в Цхинвальской соматической больнице и Родильном доме температура воздуха равнялась 13—14 °C. В роддоме от холода умерло несколько новорожденных, а в Доме престарелых замерзло 40 стариков.
- 1 сентября 1991 года Сессия Совета народных депутатов Южной Осетии отменила решения Собрания Советов всех уровней 4 мая как юридически неправомочное и восстановила республиканский статус Южной Осетии[37]. Это решение было аннулировано грузинским парламентом.[источник не указан 2988 дней]
- 21 декабря 1991 года Верховный Совет Республики Южная Осетия принимает Декларацию о независимости[38].

На итоговый результат военных действий в значительной степени повлияла политическая нестабильность в самой Грузии, где в конце 1991 — начале 1992 годов началась гражданская война. 29 декабря 1991 года в ходе гражданской войны в Тбилиси Т. Кулумбегов был освобождён Джабой Иоселиани из тбилисской тюрьмы и отправлен на вертолёте в Цхинвал, где тот вновь возглавил Верховный Совет Южной Осетии.
- 19 января 1992 года в Южной Осетии прошёл референдум по двум вопросам (грузинское население, составлявшее, по оценке 1989 года, 28,9 % от всего населения Южной Осетии, по большей части референдум бойкотировало, либо не имело возможность в нём участвовать в том числе по причине бегства из зоны конфликта):
  - согласны ли вы, чтобы Республика Южная Осетия была независимой?
  - согласны ли вы с решением Верховного Совета независимой Республики Южная Осетия от 20 сентября 1991 года о воссоединении с Россией?
  - Более 98 % ответили «да» на оба вопроса[35].
- В феврале 1992 года начались артиллерийские обстрелы Цхинвала грузинской артиллерией и бронетехникой.
- 20 мая 1992 года произошёл расстрел грузинскими боевиками у села Зар колонны беженцев, направлявшихся в Северную Осетию, было убито 36 человек в возрасте от 11 до 76 лет[35][40][41].
- 29 мая 1992 года Верховный Совет Республики Южная Осетия принял Акт о Государственной независимости Республики Южная Осетия[42].

Боевые действия, сошедшие на уровень одиночных огневых контактов и рейдов, были прекращены после подписания между Россией и Грузией Дагомысских соглашений. Дагомысские соглашения предусматривали прекращение огня и создание органа для урегулирования конфликта — Смешанной контрольной комиссии (СКК), в которую вошли грузинская и юго-осетинская (в грузинских источниках называемая «Цхинвальской») стороны, Россия и, в качестве отдельной стороны, Северная Осетия.
- 13 июля 1992 года были прекращены артобстрелы Цхинвала.
- 14 июля 1992 года в зону конфликта были введены миротворческие силы в составе трёх батальонов (российского, грузинского и осетинского).

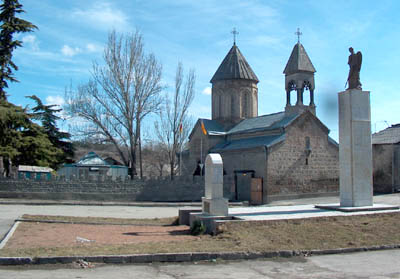
Памятник жертвам грузино-осетинского конфликта, город Цхинвал.

### 1992—2000 годы
- 14 августа 1992 года неизвестными преступниками были расстреляны 6 гвардейцев из грузинского батальона объединённых миротворческих сил[источник не указан 4028 дней].
- 14 сентября 1993 года было заключено российско-грузинское соглашение о восстановлении экономики Южной Осетии.
- 17 сентября 1993 года председатель Верховного Совета Южной Осетии Торез Кулумбегов ушёл в отставку.
- 23 сентября 1993 года новым председателем Верховного Совета Южной Осетии был избран Людвиг Чибиров. Председателем парламента избран кандидат философских наук Коста Дзугаев.
- 2 ноября 1993 года Верховный Совет Южной Осетии принял Конституцию Республики Южная Осетия.
- 27 мая 1994 года прошли выборы в Верховный Совет Республики Южная Осетия. Большинство голосов получила Коммунистическая партия Южной Осетии. Получив поддержку депутатов компартии, беспартийный Л. Чибиров был вновь избран председателем Верховного Совета. В августе 1994 года Чибиров подал в отставку, однако депутаты проголосовали за то, чтобы Чибиров остался на своём посту.
- 30 октября 1995 года в Цхинвале состоялась первая грузино-осетинская встреча с участием представителей России, Северной Осетии и ОБСЕ. Была достигнута договорённость аннулировать решение Верховного Совета Грузии о ликвидации автономии Южной Осетии и решения Верховного Совета Южной Осетии о выходе из состава Грузии.
- 17 апреля 1996 года на осетино-грузинских переговорах в Цхинвале выработан текст «Меморандума» о неприменении силы, предотвращении дискриминации по этническому принципу и возвращении беженцев[43][44][45].
- 16 мая 1996 года в Москве был подписан «Меморандум о мерах по обеспечению безопасности и укреплению взаимного доверия между сторонами в грузино-осетинском конфликте».
- 27 августа 1996 года состоялась первая официальная встреча во Владикавказе председателя парламента Южной Осетии Людвига Чибирова и президента Грузии Э. Шеварднадзе. По окончании встречи Шеварднадзе заявил, что, хотя «об автономии говорить рано», он не исключает в будущем возможности получения Южной Осетией статуса автономной республики с собственным парламентом и другими структурами управления. В совместном заявлении по итогам встречи утверждалось, что «стороны наметили пути дальнейшего развития процессов полномасштабного урегулирования грузино-осетинского конфликта, отметив в этом контексте важность взаимоприемлемого разрешения государственно-правового аспекта урегулирования»[46][47].
- 10 ноября 1996 года Людвиг Чибиров избран первым президентом Южной Осетии.
- 4 марта 1997 года начались «полномасштабные переговоры» по мирному урегулированию между Республикой Южная Осетия и Грузией.
- 12 мая 1999 года состоялись выборы парламента Южной Осетии третьего созыва. На выборах лидировала Компартия Южной Осетии, получившая 47,70 % голосов и 12 мандатов из 29 (7 — по пропорциональной системе, 5 — по мажоритарным округам). Социалистическое народное движение «Фыдыбаста» («Отечество») Вячеслава Гобозова получило 9,56 % и 3 мандата, Всеосетинский Народный Совет «Стыр Ныхас» К. Челехсаты — 8,87 % и 4 мандата, Национал-демократическая партия Х. Гаглойты — 3,63 % и 1 мандат, Союз молодежи «Адамон Цадис» — 2,53 % и 1 мандат.
- 22 декабря 2000 года было подписано российско-грузинское межправительственное соглашение о взаимодействии в восстановлении экономики в зоне грузино-осетинского конфликта и возвращении беженцев.

### 2001—2008 годы
- 6 декабря 2001 года президентом Южной Осетии после двух туров голосования был избран Эдуард Кокойты. Людвиг Чибиров проиграл ему в первом туре голосования[48][49][50][51][52][53].
- 15 января 2002 года парламент Южной Осетии принял поддержанное президентом Кокойты постановление просить российские власти принять Южную Осетию в состав России.
- 3 января 2004 года кандидат в президенты Грузии Михаил Саакашвили без согласования с цхинвальскими властями посетил грузинское село Тамарашени в Южной Осетии близ Цхинвала и в своём выступлении перед жителями села заявил, что 2004 год — это последний год, когда Южная Осетия и Абхазия не принимают участия в грузинских выборах.
- В ночь с 6 на 7 февраля 2004 года в районе села Ередви в 7 км от Цхинвала в результате обстрела автомобиля грузинским полицейским постом убит высокопоставленный сотрудник минобороны Южной Осетии Виктор Мамитов[54].
- 23 мая 2004 года состоялись выборы парламента Южной Осетии четвёртого созыва. За политическую партию «Единство» проголосовало 54,6 % избирателей (18 мандатов из 30), за коммунистическую партию — 24,7 % избирателей, за общественно-политическое движение «Народная партия» — 11,4 % избирателей, против всех — 2,9 % избирателей[55].
- В конце мая 2004 года, заявив о своём намерении бороться с контрабандой, Грузия ввела на подконтрольную Южной Осетии территорию отряды МВД и армейского спецназа. 11 июня был закрыт Эргнетский рынок, служивший основой стабильности и основным источником доходов для местного населения по обе стороны. 19 августа 2004 года Цхинвал был обстрелян из миномётов, погибли четыре человека. В тот же день произошли боевые столкновения у села Тлиакан, в ходе которых погибло 16 грузинских военнослужащих и один осетинский ополченец. Грузинские власти также сообщили о гибели восьми казаков, якобы поддерживавших осетин, однако эта информация была опровергнута осетинской стороной. Показанный под видом убитого казака по грузинскому телевидению человек был опознан родственниками как сотрудник отделения внутренних дел Дзауского района Южной Осетии Геннадий Санакоев. При содействии ОБСЕ его тело было передано родственникам и похоронено в Южной Осетии 20 августа 2004 года грузинские войска были выведены из зоны конфликта[56][57][58][59][60][61][62].

- 12 декабря 2005 года Кокойты обратился с официальным заявлением к президенту РФ Владимиру Путину, президенту Грузии Михаилу Саакашвили и главам государств ОБСЕ, выступив с новой инициативой по мирному урегулированию грузино-осетинского конфликта. Предусматривалась трёхэтапная схема урегулирования, включающая демилитаризацию зоны конфликта, социально-экономическую реабилитацию региона и политические переговоры. Кроме того, предполагалась создание зоны экономического благоприятствования (офшора), которая, как вариант, могла бы включать Алагирский район Северной Осетии РФ, Южную Осетию и Горийский район Грузии[63].
- В феврале 2006 года Эдуард Кокойты обвинил Тбилиси в подготовке спецоперации по уничтожению руководства Южной Осетии, в том числе и его самого[64].
- В марте 2006 года Эдуард Кокойты подал в Конституционный суд РФ заявление о присоединении непризнанной республики к Российской Федерации[65][66].
- 14 июня 2006 года главы Южной Осетии, Абхазии, Приднестровья — Эдуард Кокойты, Сергей Багапш и Игорь Смирнов — подписали декларацию о сотрудничестве. В этом документе говорилось о намерении непризнанных республик создать совместные миротворческие силы в том случае, если из зон конфликтов выведут российских миротворцев. В документе подчёркивалось стремление трёх непризнанных государств развивать отношения с Россией.
- 4 июля 2006 года руководители Абхазии, Приднестровья и Южной Осетии подписали двухсторонние соглашения о сотрудничестве в различных сферах деятельности непризнанных тогда республик[67].
- 15 августа 2006 года республика начинает выдавать собственные паспорта[68] (ранее жители ЮО пользовались паспортами СССР, а также российскими паспортами, так как Россия массово принимала жителей ЮО в своё гражданство[69], что возможно, например, в соответствии со ст. 14.1 ФЗ «О гражданстве РФ»[70]).
- Осенью 2006 года Кокойты обвинил руководство Грузии в наращивании военных сил в верхней части Кодорского ущелья, на границе с Абхазией и пообещал оказать военную помощь Абхазии в случае нападения со стороны Грузии[71][72].
- Со своей стороны грузинские власти обвинили российскую сторону в скрытном создании собственной военной базы в Джаве, не предусмотренной миротворческими договорами[73].
- 12 ноября 2006 года президентом Южной Осетии вновь избран Эдуард Кокойты, набрав 96 % голосов избирателей. Одновременно с выборами президента проходил референдум, на котором 99 % проголосовавших жителей Южной Осетии высказались за независимость (явка избирателей составила 95,2 %); референдум не был признан международным сообществом. На альтернативных выборах в сёлах (преимущественно грузинских), контролируемых правительством Грузии, победил Дмитрий Санакоев, возглавивший прогрузинскую администрацию Цхинвальского региона в селе Курта[74][75].
- В 2008 году начались обострения грузино-российского и связанных с ним грузино-абхазского и грузино-южноосетинского конфликтов.
  - С 1 августа 2008 года в Южной Осетии началась «снайперская война».

### Война 2008 года
На начало войны Южная Осетия находилась в статусе непризнанной республики.
7 августа грузинская и южноосетинская стороны обвинили друг друга в нарушении условий перемирия. Основные боевые действия начались в ночь с 7 на 8 августа 2008 года с грузинского обстрела города Цхинвали: в 23:30 по московскому времени начался обстрел дымовыми шашками, за ним (в 23:50) последовал интенсивный артиллерийский обстрел города и прилегающих районов, через несколько часов последовал штурм города силами грузинской бронетехники и пехоты. Примерно в это же время Российская Федерация ввела свои войска в Южную Осетию (а также, по некоторым данным, применила и ранее введённые войска).
Утром 8 августа президент Грузии Михаил Саакашвили в своём телеобращении заявил об освобождении силовыми структурами Грузии Цинагарского и Знаурского районов, сел Дмениси, Громи и Хетагурово, а также большей части Цхинвала. Однако взять регион под контроль окончательно так и не удалось и из-за военного вмешательства России, в результате которого через несколько дней грузинские войска были отброшены из Южной Осетии. 9 августа помощник главкома сухопутных войск РФ Игорь Конашенков и Президент РФ Дмитрий Медведев назвали российские боевые действия «операцией по принуждению грузинской стороны к миру».
Также в ходе войны вооружённые силы Грузии оставили ранее контролируемую ими верхнюю часть Кодорского ущелья в Абхазии. План урегулирования, произведенный в ходе переговоров президента Медведева с президентом Франции Николя Саркози, был подписан в том же месяце. В результате военных действий, по данным Следственного комитета при прокуратуре РФ, погибли 48 российских военнослужащих (включая 10 миротворцев). 26 августа 2008 года Россия признала независимость Южной Осетии и Абхазии, а 9 сентября установила с ними дипломатические отношения.

## Республика Южная Осетия после признания независимости Россией

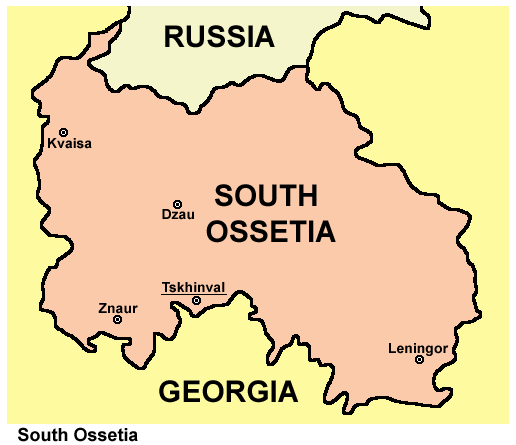

### Период после войны 2008 года
Согласно Декларации Генассамблеи ООН о принципах международного права от 24 октября 1970 года, Южная Осетия имела право провозгласить свою независимость, в частности потому, что осетины не были должным образом представлены в грузинском парламенте и находились в неравноправном положении. Более того, Грузия пыталась втянуть республику в свой состав с помощью вооружённой силы.
Несмотря на то, что Верховный Совет Республики Южная Осетия (РЮО) провозгласил независимость республики как самостоятельного государства, основываясь на праве на самоопределение, предусмотренном в Уставе ООН и другими международно-правовыми документами, а также учитывая итоги выборов в Верховный Совет РЮО от 9 декабря 1990 года, и волеизъявление народа, выраженное в референдуме от 19 января 1992 года, до войны в Грузии в августе 2008 года самостоятельность Южной Осетии была признана только другими непризнанными государственными образованиями на постсоветской территории (Абхазией, Нагорным Карабахом и Приднестровьем).
По Конституции Грузии, продолжает входить в её состав (в виде частей четырёх разных районов), но де-факто является независимой от Грузии.
Через две недели после завершения активной фазы боевых действий в Южной Осетии Российская Федерация официально признала независимость Южной Осетии, что вызвало бурную реакцию мирового сообщества (см. Международная реакция на провозглашение независимости Абхазии и Южной Осетии).
- 25 августа 2008 Совет Федерации[81] и Государственная Дума[82] РФ приняли решение обратиться к президенту России с просьбой признать независимость Южной Осетии и направить соответствующие обращения в парламенты других стран-участниц ООН.
- 26 августа 2008 президент России Дмитрий Медведев объявил о подписании указов о признании независимости Абхазии и независимости Южной Осетии[83].
- 3 сентября 2008 президент Никарагуа Даниэль Ортега заявил о признании независимости Абхазии и Южной Осетии (официальные декреты были изданы через два дня).
- 19 сентября 2008 «республика Сербская Краина» признала независимость Южной Осетии и Абхазии. В этот же день народное собрание Гагаузии высказалось в поддержку действий России в югоосетинском регионе и признало независимость обеих республик[84].
- Кроме того, решение России о принятии независимости Южной Осетии и Абхазии поддержали (но официально не признали факт независимости) ряд стран ШОС и Белоруссия[85][86].
- 1 октября 2008 посол Сомали в РФ официально заявил о готовности его страны признать Южную Осетию и Абхазию[87]. Позднее власти Сомали выступили с опровержением и заявили о признании территориальной целостности Грузии[88].
- Вопрос признания Абхазии и Южной Осетии союзниками России по Организации договора о коллективной безопасности (ОДКБ) был рассмотрен на встрече глав государств-членов Организации 5 сентября 2008 года. По результатам встречи общей резолюции о признании членами ОДКБ независимости Абхазии и Южной Осетии принято не было[89].

В конце декабря 2008 года Счётная палата Российской Федерации выявила ряд недостатков в использовании средств, выделенных этой страной на восстановление Южной Осетии. В частности, из полученных 550 млн рублей использовано только 50 млн рублей. Для контроля за расходованием средств предложено создать федеральную дирекцию для координации работ по восстановлению Южной Осетии.
Закон «Об оккупированных территориях» Грузии
В то же время, 31 октября 2008 года Президент Грузии Михаил Саакашвили подписал документ «Об оккупированных территориях», который был принят Парламентом неделей раньше. Закон охватывает территории Абхазии и Южной Осетии и предусматривает ограничение на свободное перемещение и экономическую деятельность на оккупированных территориях.
Согласно документу, проникновение иностранных граждан на территорию Абхазии и Южной Осетии «со всех других направлений» — включая Россию, наказывается Уголовным кодексом Грузии. Хотя, в документе также перечислены те «особые случаи», когда вхождение в эти регионы не будет считаться нарушением закона.
Закон также запрещает осуществление экономической деятельности (предпринимательской и непредпринимательской), если такая деятельность нуждается в разрешении, лицензии или регистрации в соответствии с законодательством Грузии, и касается всех тех сделок, которые состоялись с 1990 года. Он также запрещает воздушное, морское и железнодорожное сообщение, а также международные транспортные перевозки; а также добычу природных ресурсов и денежные переводы.

### 2009 год
- 25 января в Южную Осетию из Грузии возобновлены поставки природного газа по газопроводу Агара-Цхинвал[95].
- 1 февраля на базе дислоцированных в Южной Осетии 693-го и 135-го мотострелковых полков российской 19-й мотострелковой дивизии была официально создана 4-я гвардейская военная база[96].
- 27 апреля — президент Южной Осетии Эдуард Кокойты заявил, что с 1 мая в Цхинвале начнётся восстановление разрушенных в ходе войны 2008 года объектов.
- 30 апреля — Южная Осетия заключила двусторонние соглашения с Российской Федерацией о совместных усилиях в охране государственных границ на пятилетний срок.
- 31 мая — состоялись выборы парламента Южной Осетии пятого созыва, впервые проведённые по пропорциональной системе.
В результате выборов Коммунистическая партия РЮО[97] получила 22,25 % голосов избирателей (8 депутатских мандатов), Республиканская политическая партия «Единство»[98] — 46,38 % (17 депутатских мандатов), Социалистическая партия «Фыдыбаста» РЮО[99] — 6,37 %, Народная партия Республики Южная Осетия[100] — 22,58 % (9 депутатских мандатов)[101]. В итоге выборов в высший законодательный орган Республики Южная Осетия прошли три партии, поскольку партия «Фыдыбаста» не набрала необходимых 7 % голосов избирателей[102].
- 10 июня — грузинские войска покинули пограничный пост на Мамисонском перевале и взорвали Николаевский мост у бывшего села Гуршеви, отступив с крайней северо-западной территории Южной Осетии[103]. Позднее (5 июля) мост был восстановлен и грузинские военнослужащие вновь взяли территорию ущелья реки Чанчахи под свой контроль[104]. Однако Министерство печати и массовых коммуникаций Республики Южная Осетия сообщает, что погранпост на Мамисонском перевале уже два месяца (статья от 27.07.2009) занимают южноосетинские пограничники[105].
- 16 июня в Цхинвале состоялась первая сессия Парламента Республики Южная Осетия пятого созыва[106].
- 26 июня состоялась первая встреча официальных лиц Южной Осетии и Никарагуа[107].
- 13 июля Южную Осетию с рабочим визитом посетил президент Российской Федерации Дмитрий Медведев[108].
- 17 июля прошёл учредительный съезд новой политической партии, получившей название «Справедливая Осетия», осет. «Рæстæг Ир» («Растаг Ир»). Партию возглавил Коста Коштэ, один из лидеров не прошедшей в парламент пятого созыва партии «Отечество»[109].
- 22 июля объявлено, что в рамках конституционной реформы в конституции Грузии название «бывшая Юго-Осетинская автономная область» будет заменено на «Цхинвальский регион»[110].
- В ночь с 29 июля на 30 июля, вблизи полуночи, по сообщению Южной Осетии, южные пригороды Цхинвала были обстреляны со стороны приграничного грузинского села Никози[111]. Грузия в свою очередь заявила об обстреле полицейского поста в Никози из стрелкового оружия, пулеметов и гранатометов[112][113]. Миссия наблюдателей ЕС, проведя осмотр контролируемой грузинской стороной территории не обнаружила фактов, подтверждающих обстрел Цхинвала или других подконтрольных южноосетинской стороне территорий[114].
- 1 августа, по сообщению замминистра обороны Южной Осетии Ибрагима Гассеева, в 9:25 наблюдательный пункт министерства обороны Южной Осетии в селе Гередви подвергся миномётному обстрелу со стороны грузинского населённого пункта Дици[115].
- 3 августа председатель правительства Республики Южная Осетия Асланбек Булацев освобождён от должности по состоянию здоровья. В связи с этим прекращаются и полномочия кабинета министров республики[116][117]. Комментируя отставку председателя правительства, посол республики Южная Осетия в России Дмитрий Медоев отметил: «Я знаю, что премьер-министру не довелось приступить к своим обязанностям с самого начала. Это связывалось как раз с его болезнью, и наше правительство и президент всё это время находились в ожидании того, что господин Булацев все-таки сможет приступить к своим делам. Премьер-министр несколько раз писал прошение об освобождении от государственной службы, но президент не принимал отставку. Видимо, сейчас настало время для того, чтобы сформировать новое правительство»[118]. В этот же день Координационный Совет общественных и политических организаций Республики Южная Осетия, объединивший оппозиционных югоосетинских политиков выступил с обращением к народу, в котором высказал серьёзное беспокойство тем, как руководство республики ведет послевоенное строительство. По мнению оппозиционеров должны быть преодолены наметившиеся негативные явления — низкие темпы восстановительных работ, отсутствие ясных приоритетных целей, организованности и координации действий, настрой на иждивенчество[119].
- 4 августа в 24:00 для обеспечения безопасности по распоряжению президента Республики Южная Осетия перекрыта граница Республики Южная Осетия с Грузией[120].
- 5 августа председателем правительства Республики Южная Осетия назначен Бровцев, Вадим Владимирович[121].
- 24 августа радикально преобразована структура исполнительных органов республики[122].
- 26 августа, в день независимости Южной Осетии, состоялось торжественное открытие газопровода Дзуарикау-Цхинвал[123].
- 31 августа — состоялось открытие Московского микрорайона в городе Цхинвале — торжественно открыто здание школы. В открытии микрорайона участвовала делегация правительства Москвы во главе с Юрием Лужковым[124][125].
- 10 сентября — Венесуэла признала независимость Южной Осетии и Абхазии[126].
- 21 сентября — Хиллари Клинтон, во время визита в Грузию, пообещала, что США никогда не признают независимость Абхазии и Южной Осетии и будут добиваться этого от других стран[127][128].
- 30 сентября — между 21:15 и 21:30 часами по селу Дисеу со стороны грузинского села Мерети был открыт автоматный огонь, пострадавших нет[129]. В этот же день в Цхинвале прошёл митинг жителей, потерявших жилье и имущество в результате войны 2008 года. Пострадавшие обратились к руководству республики с просьбой прокомментировать задержку восстановительных работ. Вышедший к митингующим и пригласивший их в зал здания правительства президент Э. Кокойты сказал: «В ходе поездок по восстанавливаемым объектам мы встречаемся с погорельцами и у нас никогда не возникало проблем с взаимопониманием. Мы на месте выслушиваем все имеющиеся там вопросы и принимаем по ним решения. Что касается того, что здесь сегодня творится, то это однозначно проплаченная акция»[130].
- 2 октября — Эдуард Кокойты подписал указ об образовании Госкомитета информации, связи и массовых коммуникаций Южной Осетии[131].
- 7 октября в Цхинвале прошёл митинг в поддержку руководства Южной Осетии. Митингующие призвали население консолидироваться и вместе с властями решать существующие проблемы, не поддаваясь на провокации оппозиционных сил республики[132].
- 25 октября — на территории Ленингорского района пограничниками за незаконное пересечение границы и вырубку леса задержаны 16 граждан Грузии[133], являющихся жителями села Одзиси[134] Душетского района и города Тбилиси[135][136]. В связи с этим МИД Грузии направило России ноту протеста, требуя освобождения задержанных и утверждая, что граждане Грузии не находились на территории ЮО, а произошедшее провокация[137]. Позже представители ЕС (МНЕС) и Грузии устно подтвердили, что грузинские граждане действительно находились на территории ЮО, но, при этом, подписать соответствующий документ отказались по причине недостаточности полномочий[138][139]. В итоге, 30 октября всех задержанных без каких-либо санкций и условий выдворили за пределы Южной Осетии (по словам «ИА Тренд» это было сделано после выплаты штрафа)[140][141].
- 26 октября в 7:30 утра у осетинского села Балта[142] Знаурского района ЮО задержаны 5 граждан Грузии. По их словам, они пересекли границу в поисках работы. Все задержанные являются жителями грузинского села Чвиниси.[143] Выдворены за пределы ЮО без каких-либо санкций и условий[144].
- 16 декабря Южную Осетию признало тихоокеанское государство Науру в обмен на 50 миллионов долларов[145].

### 2010 год
- 19 июня 2010 года Правительство России сообщило, что за два года в Южную Осетию вложено почти 22 миллиарда рублей.

Однако из 618 объектов комплексного плана восстановления Южной Осетии сдан только 81, писала «Парламентская газета», из выделенных на строительство Россией 8,5 млрд руб. актами выполненных работ подтверждены затраты только на 4,7 млрд руб. При использовании самых дешёвых материалов и технологий типовой дом площадью 125 м² в Южной Осетии обходится как кирпичный коттедж в Подмосковье в клубном посёлке.
- 15 декабря 2010 года на заседании правительства РЮО гендиректор государственного унитарного предприятия (ГУП) «Дирекция по реализации приоритетных национальных проектов» Сослан Бекоев отчитался о деятельности возглавляемого им предприятия. В отчёте от отметил, что «…до выделения из бюджета Южной Осетии средств на восстановление частного сектора было сдано 109 домов, на сегодняшний день сдано ещё 168. [Далее ещё] 111 домов планируется сдать в декабре. В январе и феврале 2011 года будут сданы 52 и 20 объектов соответственно…»[147]

### 2011 год
- 13 ноября 2011 года прошёл первый тур выборов президента РЮО. Бывший министр образования РЮО Алла Джиоева получила 25,37 %, глава МЧС РЮО Анатолий Бибилов — 25,44 %[148]. На проводившемся одновременно референдуме русский язык большинством голосов получил статус государственного в РЮО («за» — 83,99 %, «против» — 16,01 %)[149].
- 27 ноября 2011 года прошёл второй тур выборов президента РЮО. По данным ЦИК, Алла Джиоева набрала 56,7 % голосов, а Бибилов — около 40 %, однако по данным т. н. экзит-поллов победу одержал Анатолий Бибилов[150].
- 29 ноября 2011 года Верховный суд Республики Южная Осетия признал результаты второго тура президентских выборов недействительными из-за нарушений. Новые выборы назначены на 25 марта 2012 года[151].
- 11 декабря 2011 года в обращении председателя Государственного Комитета по реализации проектов восстановления Республики Южная Осетия Зураба Кабисова к жителям РЮО, было объявлено, что «…Государственный Комитет завершает работы в рамках Комплексного плана и в ближайшее время отчитается по всему объёму проделанной работы». Также, в связи с распространением информации о проблемах финансирования строительства и неправильным распределением этапов строительства, им было отмечено, что для реализации восстановления индивидуального жилья в марте 2009 года было предусмотрено выделение 1 млрд рублей, в рамках которых «было запланировано строительство 322 объектов индивидуального жилья и восстановление порядка 400 частично разрушенных объектов, тогда как, по данным ФГУП „Ростехинвентаризация — Федеральное БТИ“, пострадавшими от военной агрессии 2008 года признаны 3620 частных домовладений и порядка 259 муниципальных многоквартирных домов, и почти каждый из пострадавших требует восстановить или компенсировать ему затраты, что по нашим подсчётам составляет только по частному индивидуальному жилью порядка 4,5 млрд рублей, а с муниципальными — почти 10 млрд рублей»[152].

### 2012 год
- 25 марта 2012 года прошли повторные выборы президента РЮО. Во второй тур, по данным ЦИК, вышли Бывший глава КГБ РЮО Леонид Тибилов и уполномоченный по правам человека Давид Санакоев, набрав, соответственно, 42,48 % и 24,58 % голосов. Посол Южной Осетии в РФ Дмитрий Медоев набрал около 23,79 %, а лидер Компартии республики Станислав Кочиев — 5,26 % голосов[153][154].
- 8 апреля 2012 года прошёл второй тур выборов президента РЮО. По предварительным данным, объявленным ЦИК, победителем стал бывший глава КГБ РЮО Леонид Тибилов, за которого отдали 54,12 % или 15786 голосов. Его соперник, Давид Санакоев, набрал 42,65 % или 12439 голосов. «Против всех» проголосовало 0,96 % или 279 человек. Общая явка избирателей составила 71,26 % голосов[155][156].
- 19 апреля 2012 года Леонид Тибилов официально вступил в должность президента Республики Южная Осетия[157].
- 8 июня 2012 года в Женеве на 20-м раунде международных дискуссий по безопасности и стабильности в Закавказье международные эксперты подтвердили[уточнить] неправомерность применения термина «оккупированные территории» по отношению к Южной Осетии и Абхазии[158][159][160][неавторитетный источник].
- 9 июля 2012 года Парламентская Ассамблея ОБСЕ в Монако приняла резолюцию по Грузии, в которой подчёркивает территориальную целостность Грузии, а Абхазию и Южную Осетию упоминает в качестве «оккупированных территорий». Резолюция призывает предоставить возможность Миссии наблюдателей ЕС беспрепятственно входить на эти «оккупированные территории», а также высказано беспокойство гуманитарным положением вынужденно перемещенных лиц, как в Грузии, так и на территориях Абхазии и Южной Осетии, а также в связи с тем, что они лишены права на возвращение в свои дома[161].
- 29 сентября 2012 года со стороны Грузии, по данным МИД РЮО, был обстрелян из автоматического стрелкового оружия и гранатометов югоосетинский погранпост у села Карзман (к востоку от Переви) в Дзауском районе, после чего в результате поисковой операции на территории Южной Осетии был задержан сотрудник регионального управления по особым поручениям МВД Грузии Могели Толиашвили, у которого была изъята автоматическая винтовка с подствольным гранатомётом. Факт его задержания был подтвержден правительством Грузии. МИД РЮО в свою очередь осудило вооружённую провокацию Грузии[162][163].
- 24 октября 2012 года (избранный на следующий день) премьер-министр Грузии Бидзина Иванишвили возложил вину за инициирование войны августа 2008 года на президента Михаила Саакашвили, обвинив последнего в планировании «этой большой провокации», давшей повод России вторгнуться в Грузию, к чему Россия, по словам Иванишвили, также в течение нескольких последних лет готовилась[164][165].

### 2016 год
- 4 апреля президент Южной Осетии Леонид Тибилов объявил о проведении референдума о вхождении РЮО в состав Российской Федерации[166][167].

### 2017 год
9 апреля был проведён референдум об вводе ещё одного официального названия РЮО — «Республика Южная Осетия (Алания)»

### 2018 год
20 января было принято решение о расформировании ВС РЮО и вхождении их в состав ВС РФ.

### 2022 год
31 марта 2022 года президент Республики Южная Осетия Анатолий Бибилов заявил о том, что Южная Осетия может объединиться с Северной в случае вхождения в состав РФ путём референдума. В тот же день Глава Северной Осетии Сергей Меняйло поддержал возможность объединения республик. 13 мая Бибилов заявил, что референдум о вхождение Южной Осетии в состав РФ будет проведён 17 июля.
30 мая Гаглоев приостановил указ о референдуме по присоединению к России.

### 2024 год
В марте снова обсуждался вопрос о вхождение Южной Осетии в состав России путём референдума.